# VMA-231
231e Escadron d'attaque (USMC)
Le Marine Attack Squadron 231 (ou VMA-231) est un escadron équipé de 1985 a 2025 d'avions d'attaque au sol AV-8B Harrier II (V/STOL) de l'Aviation du Corps des Marines des États-Unis. L'escadron est basé au Marine Corps Air Station Cherry Point, en Caroline du Nord et relève du commandement du Marine Aircraft Group 14 (MAG-14), et du 2nd Marine Aircraft Wing (2nd MAW). Il est connu sous le nom de "Aces Spades" et son code de queue est CG.

## Historique

### Origine
Cet escadron a été créé à Miami, en Floride, en tant que 1st Division, Squadron 1 le 8 février 1919 - une unité qui a émergé du Northern Bombing Group basé au nord de la France en 1918. Fin février, l'escadron nouvellement activé est arrivé à San Pedro de Macorís, à Saint-Domingue pour servir avec la 2e brigade jusqu'en juillet 1924. L'escadron y a été désigné Marine Observation Squadron One (VO-1M) le 1er juillet 1922.

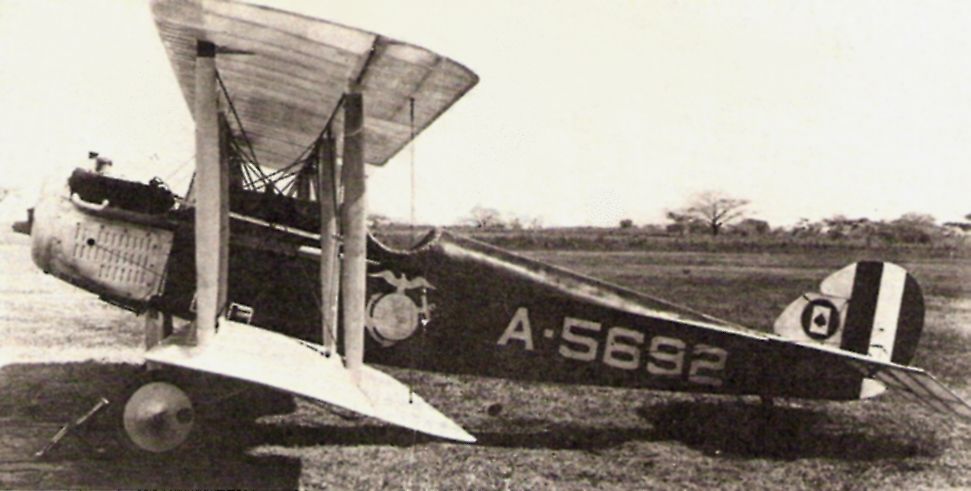
Un Vought VE-7F de VO-1M à Saint-Domingue, 1922.

L'insigne de l'escadron, le célèbre As de pique, a été conçu par le sous-lieutenant Hayne D. Boyden (en), membre de l'escadron. Le signe distinctif portait les lettres « A » et « S » (l'as étant la première carte d'une couleur signifiait "First" tandis que "A" et "S" représentaient les mots "Air" et "Squadron". Cette conception est le premier insigne d'unité officiel à apparaître dans l'aviation du Corps des Marines.
De retour à San Diego, en Californie, il est devenu le premier escadron de Marines sur la côte ouest et a été désigné comme l'atout aéronautique pour accompagner les forces expéditionnaires des marines. L'escadron s'est concentré sur la formation aux tactiques de bombardement en piqué. De telles tactiques devaient s'avérer inestimables pour l'escadron au Nicaragua, en juillet 1927. Peu de temps après sa re-désignation le 1er juillet 1927 en VO-8M, l'escadron a participé à la Battle of Ocotal (en) le 16 juillet. Parmi les premiers aviateurs de la Marine à recevoir la Distinguished Flying Cross figurent le major Rowell et le lieutenant Hayne D. Boyden, à qui elle a été décernée pour leur participation à la bataille d'Ocotal.

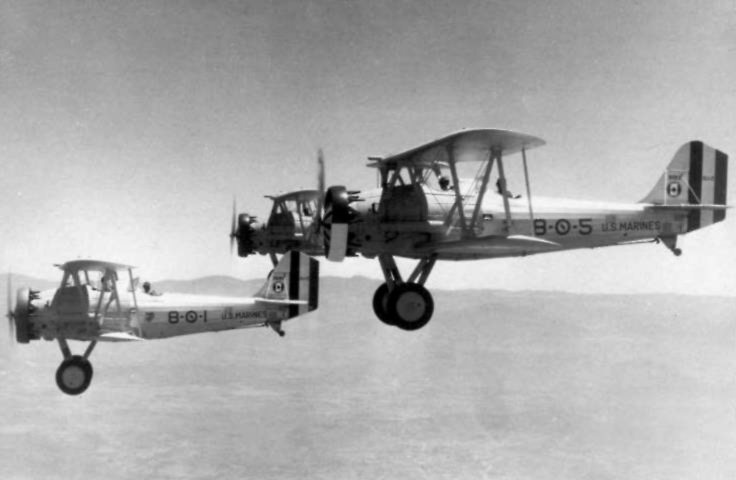
Un vol de Vought SU-2 Corsair du VO-8M en 1934.

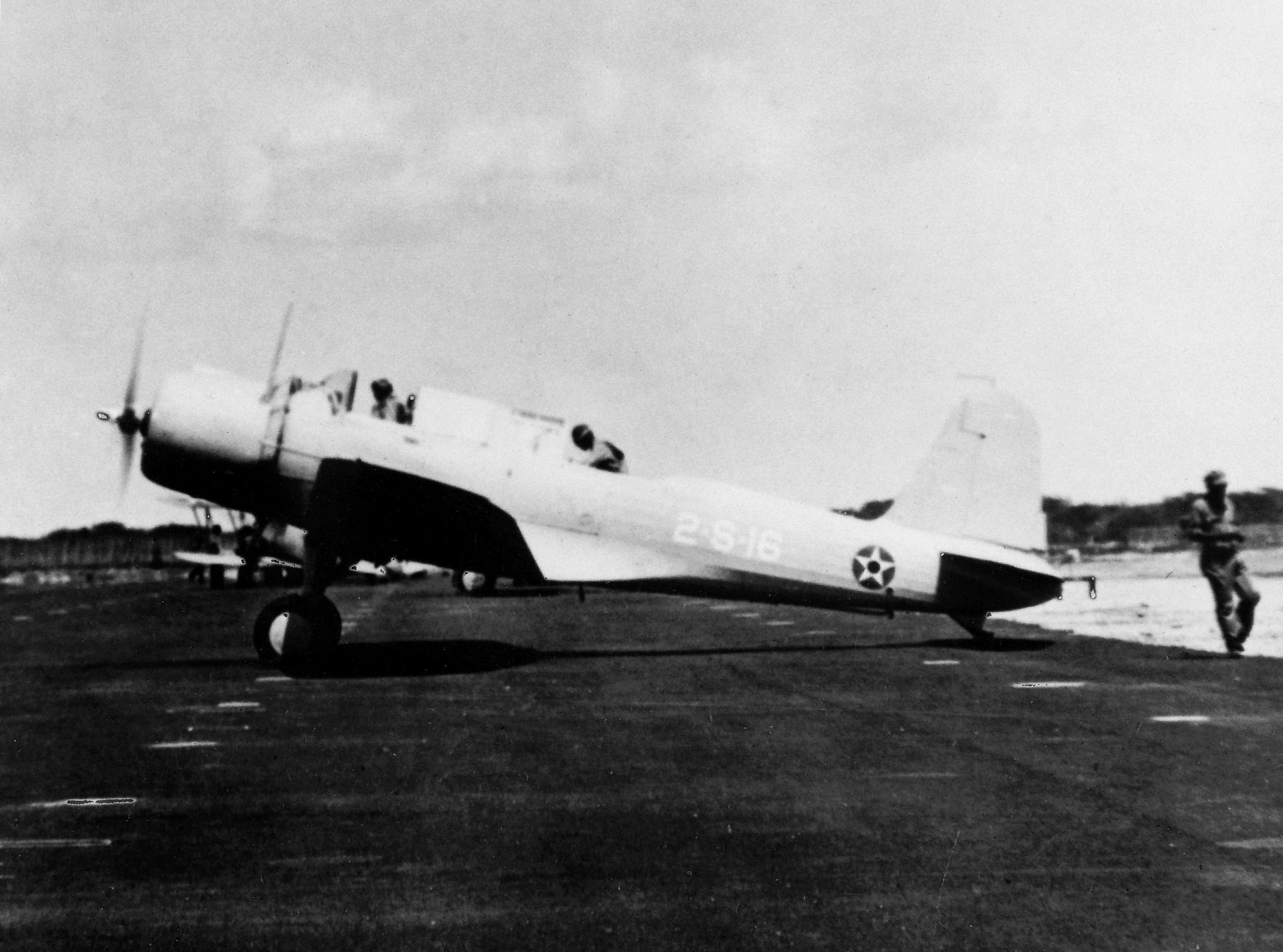
Un SB2U-3 Vindicator de VMS-2 au MCAS Ewa, en 1941.

De retour à San Diego en 1928, l'escadron a échangé ses Airco DH.4 de la Première Guerre mondiale contre de nouveaux Curtiss F8C-1 et F8C-3. Peu de temps après, le VO-10M équipé du nouveau Curtiss, a participé au tournage du film Flight de 1929. Alors que l'aéronavale se réorganisait et se consolidait au début des années 1930, plusieurs escadrons établis de longue date cessèrent d'exister et le 1er juillet 1933, le VO-8M fut désactivé.
Contrairement au sort qui a frappé ses escadrons frères, le VO-8M a été réactivé le 15 novembre 1934 lorsqu'il a été décidé de mettre hors service le VS-14M et le VS-15M et d'utiliser les avions et le personnel de ces deux escadrons de porte-avions pour réorganiser le VO-8M. Équipé de O3U-6 Corsair, l'escadron a continué à opérer depuis San Diego et a été déployé à partir des porte-avions USS Langley (CV-1), USS Ranger (CV-4) et USS Saratoga (CV-3), et il a participé au tournage du film Devil Dogs of the Air de 1935. En 1936, l'escadron a été sélectionné pour représenter l'United States Marine Corps Aviation aux National Air Races pilotant toujours l'O3U-6 Corsair lorsqu'il a été renommé Marine Scouting Squadron Two (VMS-2) le 1er juillet 1937. Puis, l'escadron a échangé le Corsair pour le Curtiss SOC-3 Seagull, avion de reconnaissance armé qu'il exploitera jusqu'en 1941.
Avec le reste du Marine Air Group Two, l'escadron s'est déployé au Marine Corps Air Station Ewa (en), à Hawaï en janvier 1941, et a été le deuxième escadron à recevoir le bombardier en piqué SB2U Vindicator. Avec le nouvel avion vint une nouvelle désignation, et le 1er juillet 1941, l'escadron fut rebaptisé Marine Scout-Bombing Squadron 231 (VMSB-231). Avec la perspective d'une guerre grandissante, l'escadron s'embarqua sur le porte-avions USS Lexington (CV-2) au début décembre 1941 et était en route vers l'atoll de Midway lorsque l'attaque de Pearl Harbor eut lieu.

### Seconde Guerre mondiale
Bien que l'escadron se trouvait à bord du Lexington lors de l'attaque de Pearl Harbor, l'échelon arrière, toujours au MCAS Ewa, a subi la perte de sept avions de rechange. L'escadron retourna au MCAS Ewa le 10 décembre 1941, mais une semaine plus tard, il retourna à Midway, mais pas à bord d'un porte-avions. Équipé d'un réservoir de carburant supplémentaire et accompagné d'un hydravion PBY Catalina faisant office de garde d'avion, l'escadron a effectué le plus long vol au-dessus de l'eau par avion monomoteur jamais enregistré à l'époque et est arrivé à Midway sans la perte d'un seul avion ou équipage. L'escadron a effectué des patrouilles de routine et a attendu l'attaque japonaise attendue. Le 1er mars 1942, alors qu'il était encore à Midway, l'escadron fut scindé en deux lors de la création du VMSB-241 (en) et les deux escadrons opéraient côte à côte, pilotant même le même appareil. Peu de temps après, le VMSB-231 a été officiellement transféré à Ewa, mais la majorité de son personnel et tous ses avions sont restés à Midway.

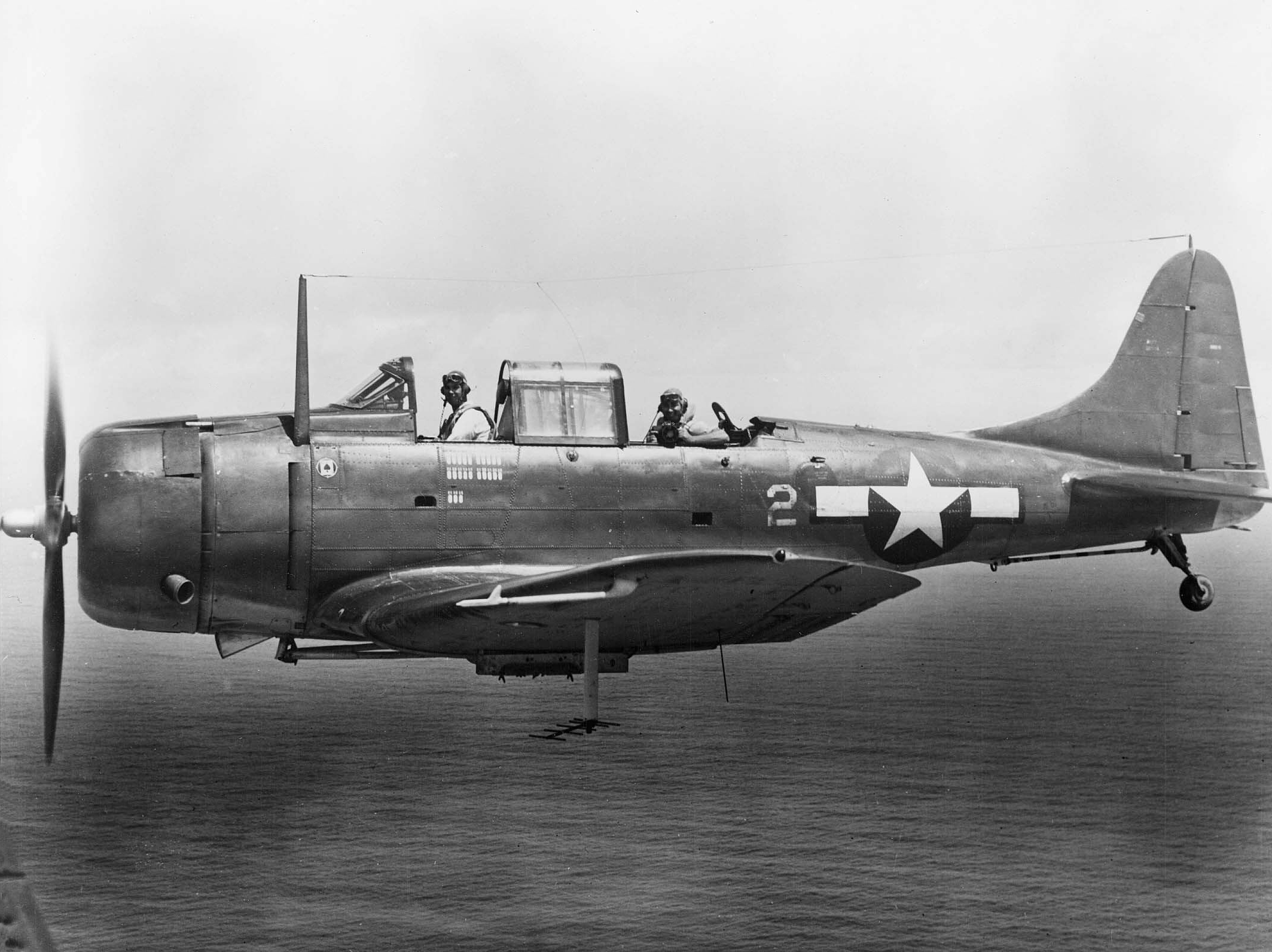
Un bombardier en piqué SBD-5 Dauntless du VMSB-231 pendant la Seconde Guerre mondiale. Le pilote est le Major Elmer P. Glidden.

Réorganisé au MCAS Ewa, l'escadron a reçu des bombardiers en piqué SBD Dauntless et a été transféré au Marine Aircraft Group 23 (MAG-23). Avec le VMF-224, l'escadron constituait l'échelon arrière du MAG-23 et fut chargé à bord de l'USS Kitty Hawk (AKV-1) fin août 1942 et expédié dans le Pacifique Sud. Arrivé à Éfaté, l'escadron y a passé la nuit et les avions de l'escadron ont été grutés vers le porte-avions d'escorte USS Long Island (AVG-1). Le lendemain, les SBD ont été catapultés pour rejoindre Espiritu Santo. Après une autre nuit d'escale, le MAG-23 s'est envolé pour Henderson Field sur Guadalcanal le 30 août 1942, arrivant juste avant le raid aérien japonais quotidien sur le terrain et devenant le deuxième escadron de bombardiers en piqué des Marines à opérer à terre. À Guadalcanal, onze des douze SBD originaux de l'escadron ont été perdus ou rendus inutilisables entre le 30 août et le 3 octobre 1942. Pendant ce temps, le lieutenant Glen Loeffel a reçu la Navy Cross pour héroïsme pour sa seule attaque contre le croiseur lourd japonais Furutaka le 4 octobre 1942, causant des dommages importants et conduisant à son naufrage le 11 octobre 1942. Le VMF-231 a opéré sur Guadalcanal dans le cadre de la Cactus Air Force du 30 août au 2 novembre 1942. Il a ensuite été renvoyé à la NAS San Diego, Californie, y arrivant le 19 novembre 1942, puis déplacé plus au nord vers la Marine Corps Air Station El Toro, Californie, en janvier 1943.
L'escadron s'est de nouveau déployé sur le théâtre du Pacifique et a commencé des opérations de bombardement en contournant les garnisons japonaises des îles Marshall le 4 février 1944. En octobre 1944, il a été renommé VMBF-231 et converti à l'avion de chasse F4U Corsair. Deux mois plus tard, le 30 décembre 1944, il reprit le nom de VMSB-231 et resta dans les îles Marshall jusqu'à la Capitulation du Japon en août 1945. Au cours de la Seconde Guerre mondiale, l'escadron fut crédité d'avoir abattu sept avions japonais en combat aérien.

### Après-guerre
Après la Seconde Guerre mondiale, l'escadron a été mis hors service en mars 1946 alors qu'il était à bord de l'USS Vella Gulf (CVE-111). Les actifs de l'escadron ont été absorbés par le VMF(CVS)-214. L'escadron a été réactivé dans l'United States Marine Corps Reserve en septembre 1948 sous le nom de VMF-231 à Akron, dans l'Ohio, puis dans le canton de Grosse Île, dans le Michigan, jusqu'à ce qu'il soit à nouveau mis hors service le 31 août 1962.

### Années 1970 et 1980

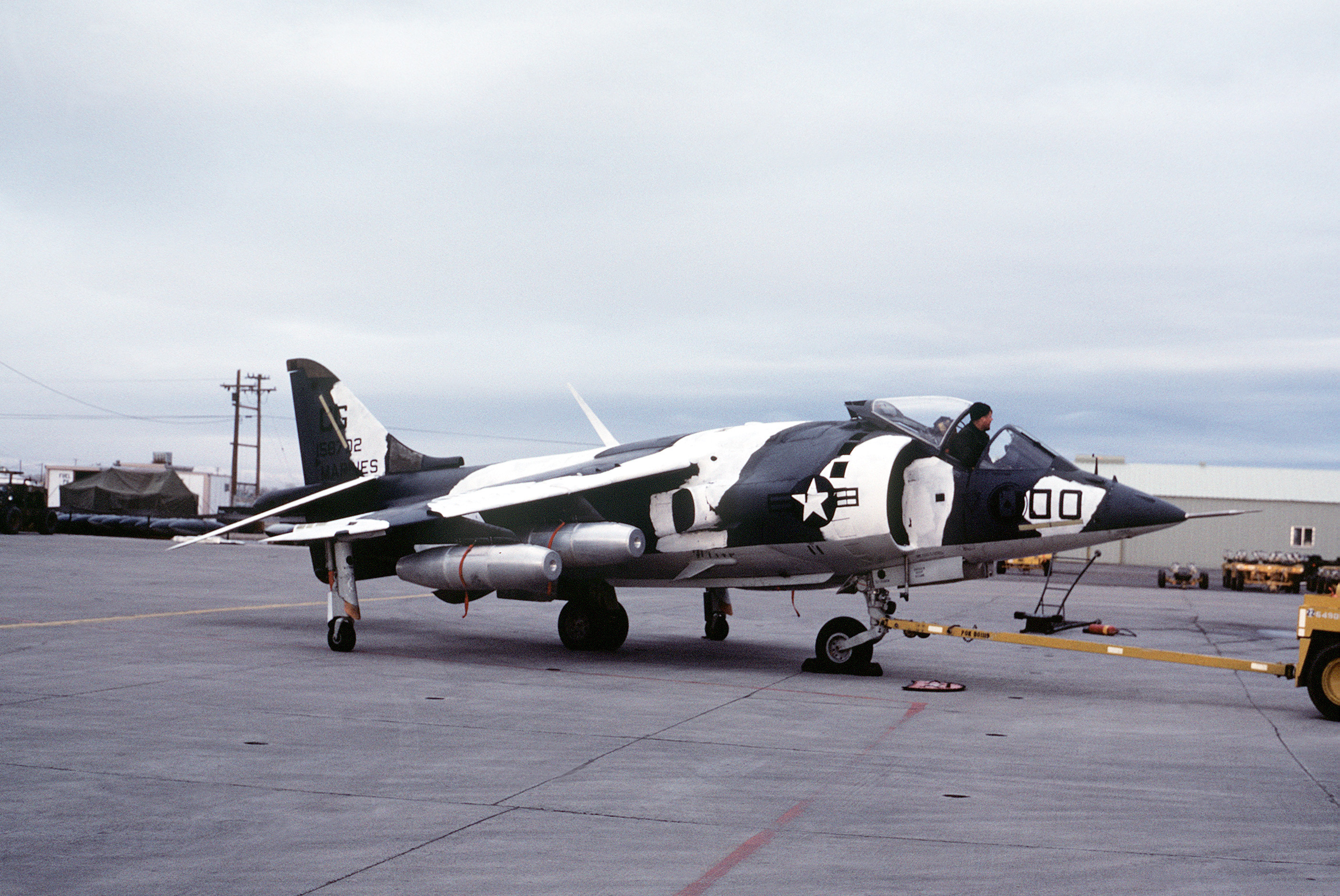
AV-8A Harrier du VMA-231 avec une peinture de camouflage et deux bombes au napalm sur son aile droite.

Le VMA-231 a été réactivé le 15 mai 1973 et, le plus ancien escadron du Corps des Marines est devenu le plus récent du Corps, pilotant le Hawker Siddeley AV-8A Harrier. L'AV-8A était un avion à réaction à haute performance et à grande vitesse qui était uniquement capable de décollage et d'atterrissage verticaux et courts (VSTOL).
Le 4 octobre 1976, le VMA-231 s'est déployé en Méditerranée à bord du USS Franklin D. Roosevelt (CV-42) avec la Carrier Air Wing 19. Le voyage du VMA-231 comprenait des visites en Espagne, en Italie, en Sicile, au Kenya et en Égypte. Les faits saillants de la croisière comprenaient un transit du canal de Suez à bord de l'USS Guam (LPH-9) et la participation du VMA-231 à la célébration de la fête de l'indépendance du Kenya par douze avions AV-8A. Le VMA-231 a rejoint la 2nd Marine Aircraft Wing le 20 avril 1977, alors que l'escadron retournait en toute sécurité au MCAS Cherry Point, en Caroline du Nord. Toujours en 1977, le VMA-231 a été nommé Escadron V/STOL de l'année, devenant ainsi le premierà recevoir ce prix.

### La guerre du Golfe et les années 1990
En juin 1990, le VMA-231 s'est déployé dans le Pacifique occidental en tant qu'escadron pour la première fois depuis la Seconde Guerre mondiale. La formation s'est poursuivie au Marine Corps Air Station Iwakuni à Okinawa, au Japon, ainsi qu'aux îles Philippines et en Corée. Notamment, l'escadron a résisté au tremblement de terre de juillet dans le nord de Luçon. Leur déploiement a été prolongé lorsqu'ils ont reçu des ordres les dirigeant vers l'Asie du Sud-Est à l'appui de l'Opération Bouclier du désert. Cette décision a nécessité un voyage autour du monde sans précédent alors que l'As of Spades a parcouru 18 000 NM en 14 jours pour rejoindre le Marine Aircraft Group 13 (MAG-13).
Le matin du 17 janvier 1991, l'Opération Tempête du désert a commencé et le VMA-231 a effectué des missions de combat pour faire taire les batteries d'artillerie irakiennes, qui bombardaient sans discernement la ville frontalière saoudienne de Ras al-Khafji. Le 9 février 1991, un capitaine nouvellement promu, l'avion du pilote Russell AC Sanborn, a été abattu au-dessus du désert koweïtien occupé par l'Irak par un missile sol-air lors d'une mission de combat. Avec le jet incontrôlable lancé à l'envers vers le sable, il s'est éjecté en toute sécurité mais a été rapidement capturé par les troupes irakiennes. Pendant 26 jours, il a été détenu dans une petite cellule humide et insalubre et sauvagement torturé par ses ravisseurs jusqu'à sa libération le 6 mars 1991, date à laquelle il a été rapatrié avec quinze autres Américains.
En février 1991, lorsque la guerre aérienne s'est intensifiée et que la campagne terrestre critique a commencé, le Marine Attack Squadron 231 a accumulé 966,2 heures. Ce total mensuel est un record du United States Marine Corps Harrier. Le "As of Spades" a effectué un total de 987 sorties de combat et 1 195,8 heures pendant le conflit. Au total, 1 660 MK-82, 62 Mk-83, 969 Mk-20 Rockeye, 78 Mk-77 (bombe incendiaire) et 22 709 cartouches de munitions de 25 millimètres ont été utilisées. Un grand total de 1 692 000 livres de munitions a été livré contre les positions et l'équipement ennemis.
En septembre 1991, un détachement de six avions a été envoyé avec le HMH-362 à bord du navire d'assaut amphibie USS Saipan (LHA-2) où il a servi dans le cadre de la 22nd Marine Expeditionary Unit (en) dans le golfe Persique.
En novembre 1992, l'escadron s'est lancé dans un déploiement sur deux sites en faisant partie de l'escadron et de quatorze jets au MCAS Iwakuni, au Japon, et en laissant six jets au MCAS Cherry Point, en Caroline du Nord, pour soutenir la 26th Marine Expeditionary Unit (en) à bord du USS Saipan.
De février 1995 à août 1996, le VMA-231 participe avec la 24e MEU (en) à bord du navire d'assaut amphibie USS Kearsarge (LHD-3) au sauvetage du pilote abattu de l'US Air Force, le capitaine Scott O'Grady, ainsi qu'avec la 26e MEU (en) à bord du navire d'assaut amphibie USS Wasp (LHD-1) participant à l'Opération Deny Flight en Bosnie-Herzégovine.
En avril 1999, l'Ace of Spades s'est déployé avec la 26e MEU à bord du USS Kearsarge (LHD-3). Ils ont participé à de nombreuses opérations, telles que l'Opération Force alliée, bombardant des cibles en République fédérale de Yougoslavie. Ils ont également participé à l'Opération Joint Guardian, à l'Opération Shining Hope (en) et à l'Opération Avid Response.

### La guerre mondiale contre le terrorisme

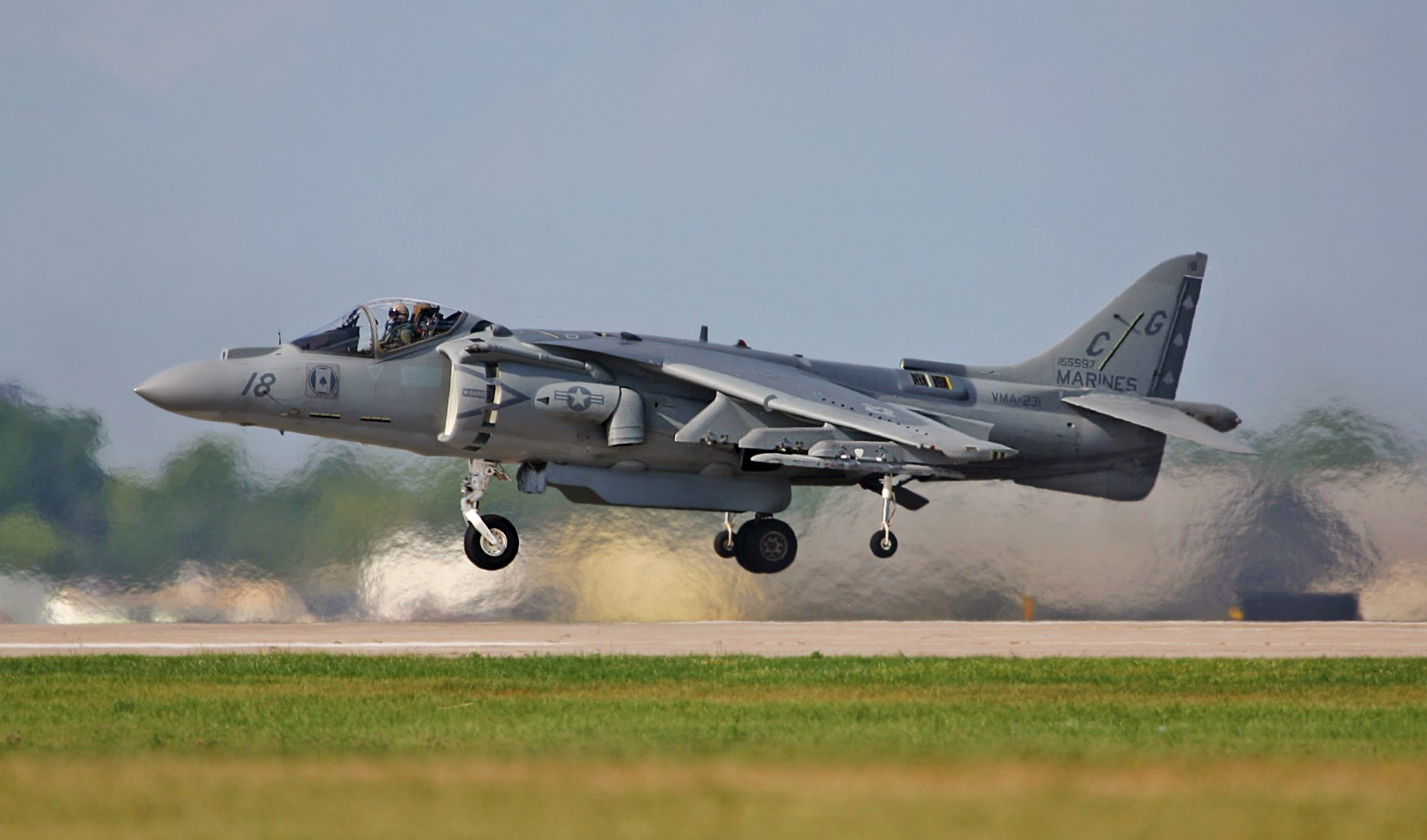
AV-8B Harrier II du VMA-231 atterrissant en 2003.

En avril 2003, un détachement de l'escadron a participé à l'invasion de l'Irak dans le cadre de la 24th Marine Expeditionary Unit (en). Au printemps 2007, l'escadron s'est de nouveau déployé sur la base aérienne Al-Asad à l'appui de l'Opération Iraqi Freedom. Pendant ce temps, le VMA-231 a effectué 1 738 sorties de combat totalisant plus de 5 158 heures de vol.
En novembre 2009, l'escadron s'est déployé en Afghanistan à l'appui de l'Opération Enduring Freedom (OEF). Il faisait partie du Marine Aircraft Group 14 et étaient basés à l'Aéroport international de Kandahar, effectuant des missions d'appui aérien rapproché à l'appui de la 2e brigade expéditionnaire des Marines (2nd MEB). Ils sont rentrés chez eux au début de l'été 2010.
Elle lors du dernier vol du Harrier II dans cette unité 29 mai 2025 la dernière formation de première ligne à disposé de cet avion.

### Plans futurs
Le VMA-231 prévoit de commencer la transition vers les F-35B Lightning II en 2026 avec 16 de ces appareils devant étre perçus en 2018. Elle prendra le nom de Marine Fighter Attack Squadron (VMFA) 231.